# Lamotte-Brebière
Lamotte-Brebière là một xã ở tỉnh Somme, vùng Hauts-de-France, Pháp.

## Địa lý
Thị trấn này tọa lạc trên đường D1b, khoảng 3 dặm Anh về phía đông của Amiens, bêb bờ sông Somme.

## Dân số
| 1962                                                           | 1968 | 1975 | 1982 | 1990 | 1999 |
| -------------------------------------------------------------- | ---- | ---- | ---- | ---- | ---- |
| 123                                                            | 132  | 180  | 210  | 215  | 242  |
| Số liệu điều tra dân số từ năm 1962, dân số không tính hai lần |      |      |      |      |      |